# Edwin Thanhouser
Edwin Thanhouser (Baltimora, 11 novembre 1865 – New York, 21 marzo 1956) è stato un produttore cinematografico statunitense.

## Biografia
Attore, uomo d'affari e produttore, Edwin Thanhouser nacque nel Maryland, a Baltimora, nel 1865. Nel 1893, entrò a far parte della compagnia teatrale di Alessandro Salvini. La morte di Salvini, quattro anni dopo, fece sciogliere la compagnia. Thanhouser, allora, si aggregò ad altri gruppi teatrali, girando per gli Stati Uniti e il Canada.
L'8 febbraio 1900, Thanhouser sposò l'attrice Gertrude Homan. Insieme a lei, si trasferì a New Rochelle, nello stato di New York, dove trasformò una vecchia pista di pattinaggio negli studi di una casa di produzione che prese il nome di Thanhouser Company. La nuova compagnia, pioniera dell'industria del cinema muto, fu fondata da Thanhouser, sua moglie Gertrude e dal cognato Lloyd Lonergan, marito di Molly, una delle sorelle di Gertrude. Il primo film prodotto uscì in distribuzione il 15 marzo 1910.
Nel 1911, Florence La Badie diventò la star della compagnia. Messa sotto contratto da Thanhouser, l'attrice, amica di Mary Pickford, arrivava dalla Biograph di David W. Griffith dove aveva cominciato a muovere i primi passi in campo cinematografico. In poco tempo, era diventata una delle più popolari attrici dell'epoca, rivelandosi un ottimo investimento per la Thanhouser.
Nel 1912, Edwin Thanhouser vendette la compagnia a Charles J. Hite ma, nel 1915, dopo la morte di Hite in seguito a un incidente automobilistico, venne richiamato a dirigere la società senza però riuscire più a ottenere i successi precedenti. Dopo la morte improvvisa di Florence La Badie, la casa perse non solo la sua star ma anche prestigio e importanza. Fu messa in liquidazione nel 1918.
Edwin Thanhouser si rivolse agli investimenti assicurativi e diventò, nei suoi ultimi anni, un collezionista d'arte. Morì il 21 marzo 1956 a New York all'età di 90 anni.

## Filmografia

### Attore
- The Silent Witness - cameo (1912)
- When Dreams Come True, regia di Lucius Henderson (1913)

### Regista
- The Tempest (1911)
- The Evidence of the Film co-regia Lawrence Marston (1913)

### Produttore (parziale)
- The Winter's Tale (1911)
- The Tempest, regia di Edwin Thanhouser (1911)
- The Star of Bethlehem
- The Buddhist Priestess (1911)
- The Evidence of the Film, regia di Edwin Thanhouser e Lawrence Marston (1913)
- Little Mischief (1914)
- Monsieur Lecoq (1915)
- The Optimistic Oriental Occults - cortometraggio
- Bubbles in the Glass, regia di Ernest C. Warde - cortometraggio (1916)
- Hilda's Husky Helper (1916)
- Big Gun Making (1916)
- Belinda's Bridal Breakfast (1916)
- In the Name of the Law, regia di Eugene Nowland - cortometraggio (1916)
- The Woman in Politics (1916)
- Reforming Rubbering Rosie (1916)
- Grace's Gorgeous Gowns (1916)
- The Phantom Witness (1916)
- The Five Faults of Flo, regia di George Foster Platt - produttore (1916)
- Pete's Persian Princess (1916)
- Lucky Larry's Lady Love (1916)
- The Burglars' Picnic (1916)
- Beaten at the Bath (1916)
- Betrayed, regia di Howard M. Mitchell (1916)
- A Clever Collie's Come-Back (1916)
- The Knotted Cord (1916)
- Harry's Happy Honeymoon (1916)
- The Spirit of the Game (1916)
- Booming the Boxing Business (1916)
- Snow Storm and Sunshine (1916)
- Outwitted, regia di Howard M. Mitchell (1916)
- Perkins' Peace Party (1916)
- Silas Marner, regia di Ernest C. Warde (1916)
- Ruth's Remarkable Reception (1916)
- The Reunion, regia di William Parker (1916)
- The Oval Diamond (1916)
- Rustic Reggie's Record (1916)
- What Doris Did, regia di George Foster Platt - cortometraggio (1916)
- Maud Muller Modernized (1916)
- Jungle Life in South America (1916)
- Oscar, the Oyster Opener (1916)
- Ambitious Awkward Andy (1916)
- The Flight of the Duchess (1916)
- Theodore's Terrible Thirst (1916)
- Rupert's Rube Relation (1916)
- A Bird of Prey (1916)
- The Fifth Ace (1916)
- Pedro, the Punk Poet (1916)
- Paul's Political Pull (1916)
- Fear, regia di Lloyd Lonergan (1916)
- The Snow Shoveler's Sweetheart (1916)
- The Net (1916)
- Master Shakespeare, Strolling Player, regia di Frederick Sullivan - produttore (1916)
- The Sailor's Smiling Spirit, regia di Anders Van Haden (come William A. Howell) - cortometraggio (1916)
- The Weakling - produttore (1916)
- Other People's Money, regia di William Parke (1916)
- The Fugitive, regia di Frederick Sullivan (1916)
- The Fear of Poverty, regia di Frederick Sullivan - produttore (1916)
- Saint, Devil and Woman, regia di Frederick Sullivan (1916)
- The Pillory, regia di Frederick Sullivan (1916)
- At the Edge of the Aqueduct (1916)
- Prudence, the Pirate (1916)
- Hidden Valley, regia di Ernest C. Warde (1916)
- The World and the Woman, regia di Frank Lloyd e Eugene Moore (1916)
- Divorce and the Daughter, regista di Frederick Sullivan (1916)
- King Lear (1916)
- Her New York (1916)
- The Image Maker, regia di Eugene Moore (1917)
- A Modern Monte Cristo (1917)
- Her Life and His, regia di Frederick Sullivan - produttore (1917)
- The Vicar of Wakefield, regia di Ernest C. Warde (1917)
- Her Beloved Enemy (1917)
- Pots-and-Pans Peggy (1917)
- Mary Lawson's Secret, regia di John B. O'Brien. (1917)
- When Love Was Blind, regia di Frederick Sullivan - produttore (1917)
- Hinton's Double (1917)
- The Candy Girl, regia di W. Eugene Moore (1917)
- An Amateur Orphan (1917)
- The Fires of Youth (1917)
- The Woman in White, regia di Ernest C. Warde - produttore (1917)
- It Happened to Adele (1917)
- War and the Woman, regia di Ernest C. Warde (1917)
- The Man Without a Country, regia di Ernest C. Warde - produttore e supervisore (1917)
- Under False Colors, regia di Emile Chautard (1917)
- The Heart of Ezra Greer, regia di Émile Chautard (1917)